# Knapp (Wisconsin)
Knapp es una villa ubicada en el condado de Dunn en el estado estadounidense de Wisconsin. En el Censo de 2010 tenía una población de 463 habitantes y una densidad poblacional de 113 personas por km².

## Geografía
Knapp se encuentra ubicada en las coordenadas 44°56′56″N 92°4′51″O / 44.94889, -92.08083. Según la Oficina del Censo de los Estados Unidos, Knapp tiene una superficie total de 4.1 km², de la cual 4.08 km² corresponden a tierra firme y (0.32%) 0.01 km² es agua.

## Demografía
Según el censo de 2010, había 463 personas residiendo en Knapp. La densidad de población era de 113 hab./km². De los 463 habitantes, Knapp estaba compuesto por el 97.84% blancos, el 0% eran afroamericanos, el 1.08% eran amerindios, el 0% eran asiáticos, el 0% eran isleños del Pacífico, el 0% eran de otras razas y el 1.08% pertenecían a dos o más razas. Del total de la población el 0.22% eran hispanos o latinos de cualquier raza.